# Clinotanypus flavidus
Clinotanypus flavidus är en tvåvingeart som först beskrevs av Jean-Jacques Kieffer 1910.  Clinotanypus flavidus ingår i släktet Clinotanypus och familjen fjädermyggor. Inga underarter finns listade i Catalogue of Life.